# Deutscher Sportclub Arminia Bielefeld
El Deutscher Sportclub Arminia Bielefeld o simplement DSC Arminia Bielefeld és un equip de futbol alemany que juga a Bielefeld, ciutat ubicada al Land de Rin del Nord-Westfàlia.

## Palmarès

### Tornejos nacionals
- Subcampió de la 2. Bundesliga el 2001-02 i 2003-04

### Tornejos internacionals
- No n'ha guanyat cap encara

## Curiositats
- El 1998, l'Arminia Bielefeld va esdevenir el primer equip alemany en reclutar futbolistes iranians (Ali Daei i Karim Bagheri).
- Conjuntament amb el club Tasmania 1900 Berlin, l'Arminia té el rècord negatiu d'haver perdut 10 partits consecutius a la Bundesliga
- El 1999, van portar a un jugador anomenat Josef Ivanovic directament de la Kreisliga, la divisió amateur més baixa d'Alemanya. Ivanovic es convertiria després en un jugador que ha fet carrera en la Bundesliga 2.

## Jugadors

### Plantilla 2024-25
A 2 febrer 2025
| N. | Pos. | Nac. | Jugador              |
| -- | ---- | --- | -------------------- |
| 1  | POR  | [[Fitxer:Flag of Germany.svg\|23x15px\|border \|alt=Alemanya\|link=Selecció de futbol d'Alemanya\|{{#if:\|]]                                | Jonas Kersken        |
| 2  | DEF  | [[Fitxer:Flag of Germany.svg\|23x15px\|border \|alt=Alemanya\|link=Selecció de futbol d'Alemanya\|{{#if:\|]]                                | Felix Hagmann        |
| 3  | DEF  | [[Fitxer:Flag of Denmark.svg\|23x15px\|border \|alt=Dinamarca\|link=Selecció de futbol de Dinamarca\|{{#if:\|]]                             | Joel Felix           |
| 4  | DEF  | [[Fitxer:Flag of Germany.svg\|23x15px\|border \|alt=Alemanya\|link=Selecció de futbol d'Alemanya\|{{#if:\|]]                                | Louis Oppie          |
| 5  | DEF  | [[Fitxer:Flag of Germany.svg\|23x15px\|border \|alt=Alemanya\|link=Selecció de futbol d'Alemanya\|{{#if:\|]]                                | Semi Belkahia        |
| 6  | MIG  | [[Fitxer:Flag of the United States.svg\|23x15px\|border \|alt=Estats Units d'Amèrica\|link=Selecció de futbol dels Estats Units\|{{#if:\|]] | Mael Corboz (capità) |
| 7  | DAV  | [[Fitxer:Flag of Germany.svg\|23x15px\|border \|alt=Alemanya\|link=Selecció de futbol d'Alemanya\|{{#if:\|]]                                | Julian Kania         |
| 8  | MIG  | [[Fitxer:Flag of Germany.svg\|23x15px\|border \|alt=Alemanya\|link=Selecció de futbol d'Alemanya\|{{#if:\|]]                                | Sam Schreck          |
| 10 | MIG  | [[Fitxer:Flag of Morocco.svg\|23x15px\|border \|alt=Marroc\|link=Selecció de futbol del Marroc\|{{#if:\|]]                                  | Nassim Boujellab     |
| 11 | DAV  | [[Fitxer:Flag of Germany.svg\|23x15px\|border \|alt=Alemanya\|link=Selecció de futbol d'Alemanya\|{{#if:\|]]                                | Joel Grodowski       |
| 13 | MIG  | [[Fitxer:Flag of Germany.svg\|23x15px\|border \|alt=Alemanya\|link=Selecció de futbol d'Alemanya\|{{#if:\|]]                                | Lukas Kunze          |
| 17 | MIG  | [[Fitxer:Flag of Germany.svg\|23x15px\|border \|alt=Alemanya\|link=Selecció de futbol d'Alemanya\|{{#if:\|]]                                | Merveille Biankadi   |
| 18 | POR  | [[Fitxer:Flag of Germany.svg\|23x15px\|border \|alt=Alemanya\|link=Selecció de futbol d'Alemanya\|{{#if:\|]]                                | Leo Oppermann        |

| N. | Pos. | Nac. | Jugador                             |
| -- | ---- | --- | ----------------------------------- |
| 19 | MIG  | [[Fitxer:Flag of Germany.svg\|23x15px\|border \|alt=Alemanya\|link=Selecció de futbol d'Alemanya\|{{#if:\|]]                                | Maximilian Großer                   |
| 21 | MIG  | [[Fitxer:Flag of Germany.svg\|23x15px\|border \|alt=Alemanya\|link=Selecció de futbol d'Alemanya\|{{#if:\|]]                                | Stefano Russo                       |
| 22 | DAV  | [[Fitxer:Flag of Germany.svg\|23x15px\|border \|alt=Alemanya\|link=Selecció de futbol d'Alemanya\|{{#if:\|]]                                | Mika Schroers                       |
| 23 | DEF  | [[Fitxer:Flag of Germany.svg\|23x15px\|border \|alt=Alemanya\|link=Selecció de futbol d'Alemanya\|{{#if:\|]]                                | Leon Schneider                      |
| 24 | DEF  | [[Fitxer:Flag of Germany.svg\|23x15px\|border \|alt=Alemanya\|link=Selecció de futbol d'Alemanya\|{{#if:\|]]                                | Christopher Lannert                 |
| 28 | DAV  | [[Fitxer:Flag of Latvia.svg\|23x15px\|border \|alt=Letònia\|link=Selecció de futbol de Letònia\|{{#if:\|]]                                  | Roberts Uldriķis                    |
| 30 | DAV  | [[Fitxer:Flag of the United States.svg\|23x15px\|border \|alt=Estats Units d'Amèrica\|link=Selecció de futbol dels Estats Units\|{{#if:\|]] | Isaiah Young                        |
| 33 | DEF  | [[Fitxer:Flag of Germany.svg\|23x15px\|border \|alt=Alemanya\|link=Selecció de futbol d'Alemanya\|{{#if:\|]]                                | Max Lippert                         |
| 37 | DAV  | [[Fitxer:Flag of Germany.svg\|23x15px\|border \|alt=Alemanya\|link=Selecció de futbol d'Alemanya\|{{#if:\|]]                                | Noah Sarenren Bazee                 |
| 38 | MIG  | [[Fitxer:Flag of Germany.svg\|23x15px\|border \|alt=Alemanya\|link=Selecció de futbol d'Alemanya\|{{#if:\|]]                                | Marius Wörl (cedit pel Hannover 96) |
| 41 | POR  | [[Fitxer:Flag of Ukraine.svg\|23x15px\|border \|alt=Ucraïna\|link=Selecció de futbol d'Ucraïna\|{{#if:\|]]                                  | Artem Zaloha                        |
| 42 | MIG  | [[Fitxer:Flag of Germany.svg\|23x15px\|border \|alt=Alemanya\|link=Selecció de futbol d'Alemanya\|{{#if:\|]]                                | Henry Obermeyer                     |

### Cedits
| N. | Pos. | Nac. | Jugador                                                       |
| -- | ---- | --- | ------------------------------------------------------------- |
| —  | DAV  | [[Fitxer:Flag of Germany.svg\|23x15px\|border \|alt=Alemanya\|link=Selecció de futbol d'Alemanya\|{{#if:\|]] | André Becker (at Waldhof Mannheim fins al 30 de juny de 2025) |

| N. | Pos. | Nac. | Jugador                                                  |
| -- | ---- | --- | -------------------------------------------------------- |
| —  | DAV  | [[Fitxer:Flag of Suriname.svg\|23x15px\|border \|alt=Surinam\|link=Selecció de futbol de Surinam\|{{#if:\|]] | Jeredy Hilterman (at Cambuur fins al 30 de juny de 2025) |